# Kiskunhalasi járás
A Kiskunhalasi járás Bács-Kiskun vármegyéhez tartozó járás Magyarországon, amely 2013-ban jött létre. Székhelye Kiskunhalas. Területe 826,35 km², népessége 44 087 fő, népsűrűsége 53 fő/km² volt a 2012. évi adatok szerint. Két város (Kiskunhalas és Tompa) és 7 község tartozik hozzá.
A Kiskunhalasi járás a járások 1983-as megszüntetése előtt is létezett, az 1950-es járásrendezés során hozták létre és 1983 végén szűnt meg.

## Települései
| Település     | Rang (2013. július 15.) | Kistérség (2013. január 1.) | Népesség (2012. január 1.) | Terület (km²) |
| ------------- | ----------------------- | --------------------------- | -------------------------- | ------------- |
| Kiskunhalas   | járásszékhely város     | Kiskunhalasi                | 28 427                     | 227,58        |
| Tompa         | város                   | Kiskunhalasi                | 4 543                      | 81,57         |
| Balotaszállás | község                  | Kiskunhalasi                | 1 497                      | 104,94        |
| Harkakötöny   | község                  | Kiskunhalasi                | 934                        | 52,7          |
| Kelebia       | község                  | Kiskunhalasi                | 2 583                      | 66,7          |
| Kisszállás    | község                  | Kiskunhalasi                | 2 396                      | 92,05         |
| Kunfehértó    | község                  | Kiskunhalasi                | 2 014                      | 78,37         |
| Pirtó         | község                  | Kiskunhalasi                | 941                        | 34,5          |
| Zsana         | község                  | Kiskunhalasi                | 752                        | 87,94         |

## Története
A Kiskunhalasi járás az 1950-es járásrendezés során jött létre 1950. június 1-jén. Létrehozását egyfelől az indokolta, hogy a megye- és járásrendezéssel párhuzamosan több más nagy határú alföldi városhoz hasonlóan Kiskunhalas területéből is több új község alakult, másrészt megszűnt a megyehatár, mely korábban elválasztotta Kiskunhalastól természetes vonzáskörzetének egy részét. Ezzel lehetővé vált, hogy a város átvegye a kevésbé jelentős Jánoshalmától a járási központ szerepkörét, ezért a Jánoshalmi járás egyidejűleg megszűnt és községeit Mélykút kivételével az új járás kebelezte be.
Területe többször is megnövekedett, főképp szomszédos járások megszűnése folytán, viszont 1981 végén Pirtót Kiskunhalas városkörnyékéhez osztották be.
1984. január 1-jétől új közigazgatási beosztás lépett életbe, ezért 1983. december 31-én valamennyi járás megszűnt, így a Kiskunhalasi is. Községei közül Kiskunmajsa városi jogú nagyközségi rangot kapott, a többi község a Kiskunhalasi és a Bajai városkörnyékhez, illetve a Kiskunmajsai és a Bácsalmási nagyközségkörnyékhez került.

### Községei 1950 és 1983 között
Az alábbi táblázat felsorolja a Kiskunhalasi járáshoz tartozott községeket, bemutatva, hogy mikor tartoztak ide, és hogy hova tartoztak megelőzően, illetve később.
Meg kell jegyezni, hogy a tanácsrendszer első éveiben, 1950 és 1954 között Kiskunhalas jogállása közvetlenül a járási tanács alá rendelt város volt, vagyis a járáshoz tartozott.
| Község          | Mikortól         | Honnan                          | Meddig             | Hova                              |
| --------------- | ---------------- | ------------------------------- | ------------------ | --------------------------------- |
| Bácsszőlős      | 1962. április 1. | Bácsalmási járásból             | 1983. december 31. | Bácsalmási nagyközségkörnyékhez   |
| Balotaszállás   | 1952. január 1.  | (Kiskunhalas határából alakult) | 1983. december 31. | Kiskunhalasi városkörnyékhez      |
| Borota          | 1950. június 1.  | Jánoshalmi járásból             | 1983. december 31. | Bajai városkörnyékhez             |
| Csikéria        | 1962. április 1. | Bácsalmási járásból             | 1983. december 31. | Bácsalmási nagyközségkörnyékhez   |
| Csólyospálos    | 1970. június 30. | Kiskunfélegyházi járásból       | 1983. december 31. | Kiskunmajsai nagyközségkörnyékhez |
| Harkakötöny     | 1950. június 1.  | Kiskőrösi járásból              | 1983. december 31. | Kiskunhalasi városkörnyékhez      |
| Jánoshalma      | 1950. június 1.  | Jánoshalmi járásból             | 1983. december 31. | Kiskunhalasi városkörnyékhez      |
| Jászszentlászló | 1970. június 30. | Kiskunfélegyházi járásból       | 1983. december 31. | Kiskunmajsai nagyközségkörnyékhez |
| Kelebia         | 1950. június 1.  | Bácsalmási járásból             | 1983. december 31. | Kiskunhalasi városkörnyékhez      |
| Kéleshalom      | 1952. január 1.  | (Jánoshalma határából alakult)  | 1983. december 31. | Kiskunhalasi városkörnyékhez      |
| Kiskunmajsa     | 1970. június 30. | Kiskunfélegyházi járásból       | 1983. december 31. | Kiskunmajsai nagyközségkörnyékhez |
| Kisszállás      | 1950. június 1.  | Jánoshalmi járásból             | 1983. december 31. | Kiskunhalasi városkörnyékhez      |
| Kömpöc          | 1970. június 30. | Kiskunfélegyházi járásból       | 1983. december 31. | Kiskunmajsai nagyközségkörnyékhez |
| Kunbaja         | 1962. április 1. | Bácsalmási járásból             | 1983. december 31. | Bácsalmási nagyközségkörnyékhez   |
| Kunfehértó      | 1952. január 1.  | (Kiskunhalas határából alakult) | 1983. december 31. | Kiskunhalasi városkörnyékhez      |
| Mélykút         | 1962. április 1. | Bácsalmási járásból             | 1983. december 31. | Kiskunhalasi városkörnyékhez      |
| Pirtó           | 1962. február 1. | Kiskőrösi járásból              | 1981. december 30. | Kiskunhalasi városkörnyékhez      |
| Rém             | 1950. június 1.  | Jánoshalmi járásból             | 1983. december 31. | Bajai városkörnyékhez             |
| Szank           | 1970. június 30. | Kiskunfélegyházi járásból       | 1983. december 31. | Kiskunmajsai nagyközségkörnyékhez |
| Tompa           | 1950. június 1.  | Bácsalmási járásból             | 1983. december 31. | Kiskunhalasi városkörnyékhez      |
| Zsana           | 1952. január 1.  | (Kiskunhalas határából alakult) | 1983. december 31. | Kiskunhalasi városkörnyékhez      |

### Történeti adatai
Megszűnése előtt, 1983 végén területe 1587 km², népessége pedig mintegy 69 ezer fő volt.